# أخلاقيات البحث
أخلاقيات البحث هو تطبيق أساسيات المبادئ الأخلاقية في العمل البحثي. وتشمل مجالات الاختبارات على الإنسان والحيوان، مختلف أنواع الفضائح الاكاديمية بما في ذلك إساءة التصرف العلمي (مثل تزوير البيانات والغش) والتبليغ عن الخروقات. ويعتبر إعلان هلسنكي لعام 1964 أساسا للقواعد السلوكية المقبولة عالميًا بالنسبة للطب. وتعتمد العلوم الاجتماعية على مجموعة أخلاقيات تختلف بعض الشيء عن ما يتطلبه الطب.
يعتمد بناء البحث العلمي والأكاديمي على الثقة، فمن الضروري أن يثق الباحث الأكاديمي أن نتائج أي بحث دقيقة وصحيحة وخالية من أي تزوير. ولهذا، إن لأخلاقيات العمل البحثي دور هام في نشر المعلومات الصحيحة.

## أهم المسائل الاخلاقية
من أهم المسائل الاخلاقية التي تتعلق بمسائل البحث والنشر العلمي هي:
- النزاهة: فالنزاهة والواجب الصالح هي مسؤولية كل باحث وناشر للمقالات الاكاديمية.
- الية المراجعة: أن نظام مراجعة الأقران هو من أسس التأكيد على جودة ونزاهة العمل البحثي الرصين.
- مقاييس الأخلاقيات: هناك العديد من حالات اللاخلاقية التي استغلت تهاون لمقاييس الموضوعة.[1][2]
- حقوق الملكية الفكرية: من يملك حقوق الافكار[3] وكيفية ترتيب أسماء المؤلفين على المنشورات.
- الموضوعية العلمية: فالموضوعية تعني تقيد الباحث بالمنهجية العلمية للبحث، وجمع البيانات ومعالجتها كما هي دون التعديل فيها لتلائم آراء الباحث أو ميوله. وبهذا المعنى تكون الموضوعية بعدم إدخال آراء ووجهات نظر الباحث بالعملية البحثية التي يجب أن تتبع الضوابط المحددة لها.[4]

## بعض الجوانب الاخلاقية التي تتعلق باجراءات البحث
تزيف البيانات التي جمعها الباحث تلغي صحة البحث وتجعله مرفوضًا.
لا يجوز صياغة الفروض بعد استخلاص نتائج البحث.
أن تتضمن إجراءات البحث ما يبرر الثقة في البيانات كاستخدام الأساليب الموضوعية في الملاحظة وجمع البيانات وتوفير المعايير العلمية من صدق وثبات وموضوعية.
لأمانة العلمية هي المبدأ الأساسي في تقرير نتائج البحث.
البحث الموضوعي يهدف إلى تقديم المعرفة دون أن يسيء إلى الأعراف والتقاليد والمعتقدات.
لكل فرد مشارك في البحث الحق كاملاً في أن يبقى مجهول الهوية وأن تبقى البيانات المتجمعة عنه سرية ولا تقع في متناول أي جهة رسمية كانت أو غير رسمية.

## للاستزاد
- منطق
- بحث علمي
- بحث على أساس علمي
- بحث علمي تجريبي
- مناهج البحث العلمي
- مناهج النقد الحديث